# Zamrza
Zamrza – osada leśna w Polsce położona w województwie kujawsko-pomorskim, w powiecie tucholskim, w gminie Lubiewo.
W latach 1975–1998 miejscowość administracyjnie należała do województwa bydgoskiego.